# Katarína Neveďalová

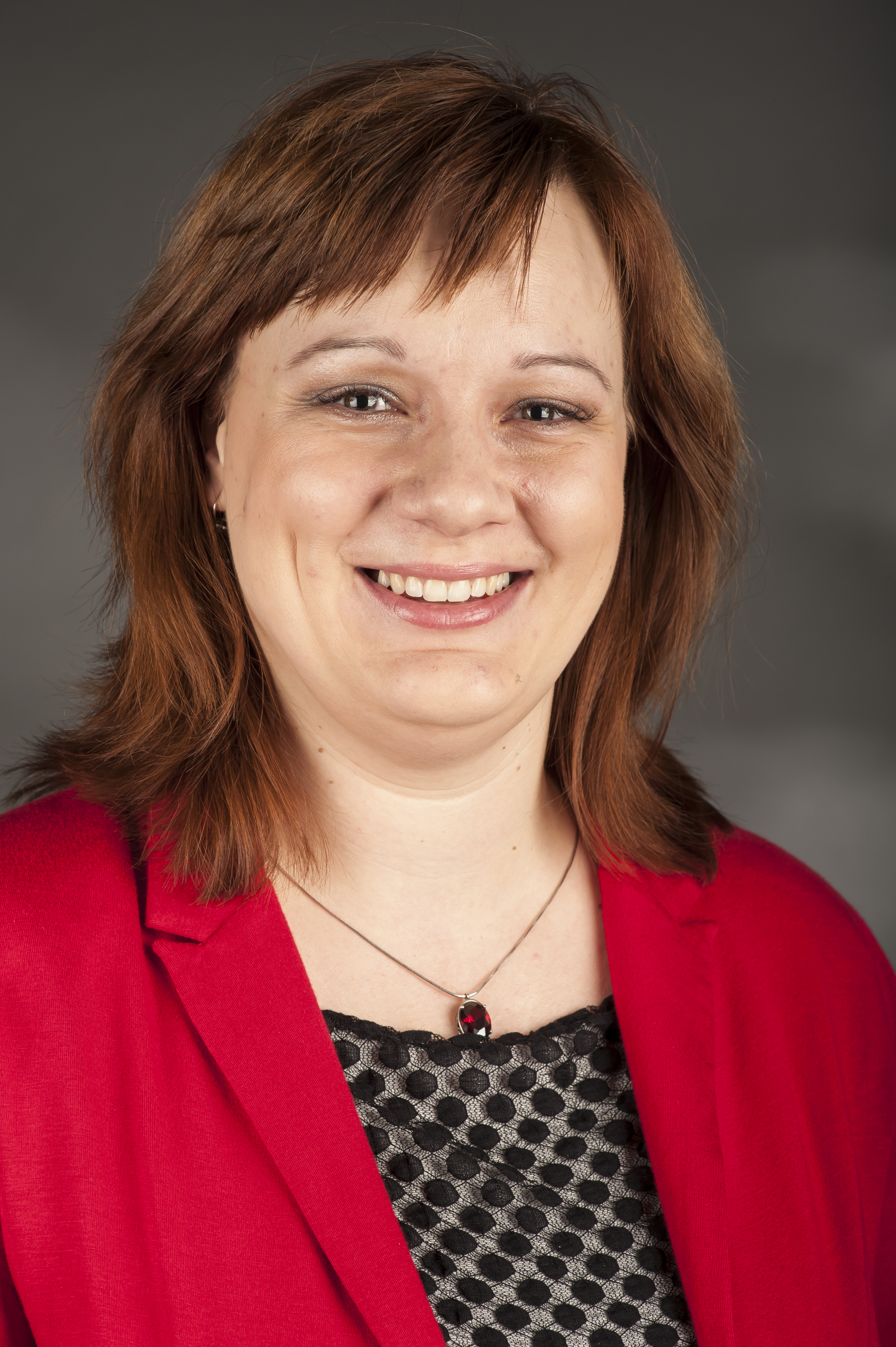
Katarína Roth Neveďalová

Katarína Roth Neveďalová (geboren am 10. November 1982) ist eine slowakische Politikerin (SMER).
Zum zweiten Mal ist sie derzeit eine Abgeordnete im Europäischen Parlament.

## Politische Karriere
Von klein auf war sie in verschiedenen Jugendorganisationen aktiv und kam so zur Politik. Im Jahre 2009, als sie zum ersten Mal in das Europäische Parlament gewählt wurde, war sie die jüngste Slowakische Abgeordnete, die es je in das Europaparlament geschafft hat. In ihrer Arbeit hat sie sich immer für eine bessere Vertretung der jüngeren Generation in der Politik eingesetzt und ist bestrebt, der Jugend bei allen Entscheidungen eine stärkere Stimme zu geben. Sie kämpft für die Abschaffung der Kinderarbeit und für eine angemessene Entlohnung von Praktikanten.
10 Jahre lang war sie Vizepräsidentin der Sozialdemokratischen Partei Europas und derzeit ist Vizepräsidentin der Sozialistischen Internationale.
Während der historisch ersten slowakischen Präsidentschaft des Rates der Europäischen Union arbeitete sie als Diplomatin bei der Ständigen Vertretung der Slowakischen Republik in Brüssel, wo sie sich mit Kohäsionspolitik und Strukturfonds befasste. Als Feministin setzt sie sich leidenschaftlich für eine gleichberechtigte Rolle von Frauen und Männern in der Gesellschaft und in der Politik ein und ist im Parlamentsausschuss für die Rechte der Frauen und die Gleichstellung der Geschlechter aktiv.

## Mitglied des Europäischen Parlaments
Von 2009 bis 2014 war sie eine Abgeordnete des Europäischen Parlaments, wo sie ein Mitglied der Fraktion der Progressiven Allianz der Sozialdemokraten im EP (S&D) war.
Am Ende des Jahres 2022 kehrte sie ins Europäische Parlament zurück, als sie das Mandat vom verstorbenen Miroslav Číž übernahm.
Sie war die ständige Berichterstatterin des Internationalen Handelsausschusses für Russland und ständige Schattenberichterstatterin der der Sozialdemokratischen Fraktion (S&D) für Zentralasien. Im Oktober 2023 trat sie aus der S&D-Fraktion aus, nachdem die Mitgliedschaft ihrer Partei in der Sozialdemokratischen Partei Europas suspendiert worden war.
Mitglied:
- INTA – Ausschuss für internationalen Handel
- DCAR – Delegation im Parlamentarischen Ausschuss Cariforum-EU
- D-RU – Delegation im Ausschuss für parlamentarische Kooperation EU-Russland

Stellvertreterin:
- ECON – Ausschuss für Wirtschaft und Währung
- AGRI – Ausschuss für Landwirtschaft und ländliche Entwicklung
- FEMM – Ausschuss für die Rechte der Frauen und die Gleichstellung der Geschlechter
- D-CN – Delegation für die Beziehungen zur Volksrepublik China